# Universitatea Tehnică Cehă din Praga
Universitatea Tehnică Cehă din Praga (în cehă České vysoké učení technické v Praze) este cea mai veche universitate tehnică civilă din Europa Centrală, înființată în anul 1707 de împăratul Iosif I al Sfântului Imperiu Roman.
Pentru o vreme a funcționat în clădirea Clementinum. Biblioteca Universității Tehnice s-a aflat în Clementinum până în anul 2009.
1. ↑  , Universitatea Tehnică Cehă din Praga https://www.cvut.cz/en/contacts, accesat în 18 septembrie 2024 Lipsește sau este vid: |title= (ajutor)